# كفاية الطالب في مناقب علي بن أبي طالب (كتاب)
كفاية الطالب في مناقب علي بن أبي طالب كتاب يُعنى بمناقب الخليفة علي بن أبي طالب، والمَنَاقِب: كل خصلة حَسَنَة يملكها واحد لا يملكها غيره. ومفردها: مَنْقَبَة. و«مناقب الإنسان»: ما عُرف به من الخصال الحميدة والأخلاق النبيلة.

## المؤلِّف
هو الحافظ محمّد بن يوسف بن محمّد الگنجيّ الشافعيّ، من أكابر علماء الشافعيّة في أواسط القرن السابع الهجريّ، ذكره أصحاب المعاجم بتعابير تُنْبئ عن علوّ مرتبته عندهم.. فقد عرّفه الذهبيّ بالمحدّث المفيد، وابن الصبّاغ: بالإمام الحافظ، وقالوا فيه أنّه ثقة عدل، ديّنٌ، حافظٌ للقرآن والسنّة.

## محتوى الكتاب
يقع هذا الكتاب في مئة باب، وفيه -فضلًا عن مناقب الإمام عليّ عليه السّلام- ذِكْر المعقّبين من أولاده عليهم السّلام، وذِكر مَن قُتل مع الحسين عليه السّلام، وفصلٌ خاصّ بذكْر الأئمّة المهديين بصورة موجزة.

## أهمية الكتاب
يعد الكتاب مرجعًا ومصدرًا لكثيرٍ من المؤلّفين، وكثيرًا ما نقل عنه ابن طاووس (ت 664 هجرية) في كتابه «اليقين في إمرة أمير المؤمنين عليه السلام»، معبّراً عن مؤلّفه بـ: محدّث الشام، صدر الحفّاظ، مشيدًا به مواضع عديدة. ونقل عنه أيضًا: ابن الصبّاغ المالكيّ في كتابه: «الفصول المهمّة في معرفة أحوال الأئمة». حتّى أصبح الكتاب خلال القرون الأخيرة المتقدِّمُ من المراجع القيّمة والمصادر المهمّة في مناقب أمير المؤمنين علي عليه السّلام، ولم يستغنِ عنه الباحثون والمحقّقون؛ لأنّه يحتوي على عددٍ كبيرٍ من الأحاديث الصحيحة المشهورة الموثوقة البعيدةِ عن أيّ ضعفٍ أو خللٍ أو جرح، والكتاب في حدّ ذاته يُعْرِب عن تقدّم مؤلِّفِهِ في علم الحديث.

## سبب التأليف
جاء في مقدّمة المؤلف الحافظ الگنجيّ الشافعيّ لكتابه «كفاية الطالب في مناقب عليّ بن أبي طالب عليه السّلام» -بعد الصلاة على النبيّ وآله- قوله:

## طبعات الكتاب
رغم الإهمال لهذا الكتاب القيّم.. فقد طُبع طبعاتٍ عديدة، منها ما طُبع في النجف بالعراق، وفي إيران بتحقيق وتصحيح وتعليق الشيخ محمّد هادي الأمين.